# Aleijadinho

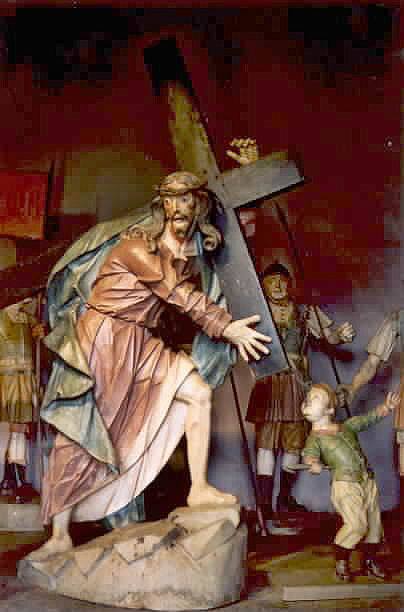
Cristo con la cruz, Congonhas.

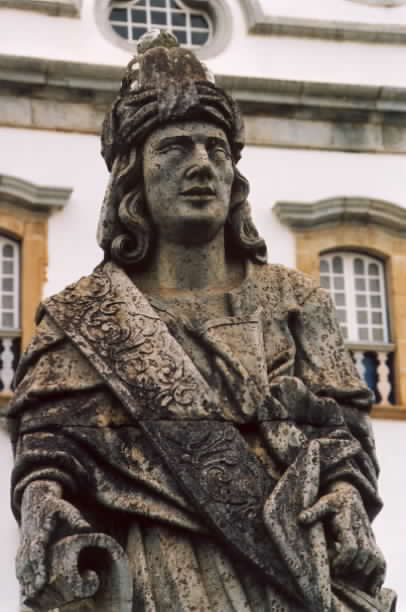
Estatua del profeta Baruch realizada por el Aleijadinho, en Congonhas do Campo, Minas Gerais.

Antônio Francisco Lisboa, conocido como el Aleijadinho (del portugués el "Lisiadito", pronunciación /a.lʲei.ʒa.'d͡ʒɪ.ȷ̃ʊ/; Vila Rica, 29 de agosto de 1730 o 1738 - Ib., 18 de noviembre de 1814) fue un escultor, imaginero y arquitecto brasileño.
Es considerado el mayor representante del estilo barroco en Minas Gerais (el barroco mineiro) y de las artes plásticas en Brasil, no  solo en su época, sino también durante la Colonia. Para varios investigadores, Aleijadinho es el mayor nombre del Barroco latinoamericano.

## Biografía
Casi todos los datos biográficos de Aleijadinho se basan en una biografía escrita en el año 1858 (44 años tras su muerte) del letrado Rodrigo José Ferreira Bretas, quien alegó tener como fundamento algunos documentos y sobre todo el testimonio de vecinos de Ouro Preto que lo conocieron personalmente. Pese a esto, la crítica actual observa que no existen registros oficiales que avalen las declaraciones de Bretas, y que los testimonios tampoco fueron debidamente contrastados por él, siendo imposible distinguir realidades de rumores o leyendas. 
Aunque no existen registros oficiales, la biografía de Bretas sostiene que Aleijadinho nació en Vila Rica (hoy Ouro Preto), en Minas Gerais, hijo del maestro de obras portugués, Manuel Francisco da Costa Lisboa y de una esclava africana, supuestamente en 1730, aunque su certificado de muerte indica que nació en el año 1738. Su padre le habría enseñado el oficio de carpintería y luego Aleijadinho aprendió de modo empírico las técnicas del dibujo y la escultura.
Su obra escultórica la realizó en distintos materiales, desde imágenes en madera hasta en esteatita, materia prima de construcción típicamente brasileña, empleada en las edificaciones de iglesias. La mayoría de sus trabajos son representativo del Brasil colonial, con características de rococó y de los estilos clásico y gótico, basado en modelos llegados de Portugal, pero con un estilo propio. Hasta ahora se han descubierto 12 recibos de pago por trabajos del maestro de obras Antônio Francisco Lisboa, lo cual acredita su existencia y su radio de acción, reducido a Ouro Preto y localidades cercanas. En cuanto a datos biográficos contemporáneos, la primera mención a Antônio Francisco Lisboa aparece en un memorándum de 1790 redactado por el capitán Antônio José da Silva, donde ya es elogiado como artista brillante de Ouro Preto y se menciona su condición de enfermo.
La biografía de Bretas sostiene que con aproximadamente cuarenta años de edad, Aleijadinho comenzó a desarrollar una enfermedad degenerativa de los miembros (aún se ignora si tal dolencia era porfiria, lepra, escorbuto, bocio, reumatismo o sífilis, pues no hay documentos para probar alguna hipótesis). Así, los movimientos y habilidades de sus manos se fueron reduciendo de forma gradual. Para poder trabajar, un ayudante le amarraba las herramientas a sus propios brazos y manos. De esta anomalía en su cuerpo vino su apodo, o Aleijadinho ("el Lisiadito", en español). Murió en casa de su nuera, sin dejar fortuna, en 1814.
Posteriormente se ha considerado a Aleijadihno como un iniciado en la masonería. Los símbolos que colocaba en los pórticos de las iglesias y los altares, demuestran, para quienes pertenecen a la misma orden, que están delante de la obra de un masón del alto grado.

## Representación en la cultura
El Aleijadinho fue retratado como personaje en el cine y la televisión, siendo interpretado por Geraldo Del Rey en el filme "Cristo de Lama" (1966), Maurício Gonçalves en el filme "Aleijadinho - Paixão, Glória e Suplício" (2003) y Stênio García en un especial de la TV Globo. Por su parte, el director de cine brasileño, Joaquim Pedro de Andrade, le dedicó un documental (O Aleijadinho, Brasil, 1978).